# Comaroma simoni
Espèce
Comaroma simoni est une espèce d'araignées aranéomorphes de la famille des Anapidae.

## Distribution
Cette espèce se rencontre en Europe.

## Publication originale
- Bertkau, 1889 : Interessante Tiere aus der Umgebung von Bonn. Verhandlungen des Naturhistorischen Vereins der preußischen Rheinlande und Westfalen, vol. 46, p. 69-82.